# Miniac-sous-Bécherel
Miniac-sous-Bécherel (tiếng Breton: Minieg-Begerel, Gallo: Meinyac) là một xã của tỉnh Ille-et-Vilaine, thuộc vùng Bretagne, miền tây bắc nước Pháp.

## Dân số
Người dân ở Miniac-sous-Bécherel được gọi là Miniaçois.
| Năm | 1962 | 1968 | 1975 | 1982 | 1990 | 1999 |
| --- | ---- | ---- | ---- | ---- | ---- | ---- |
| Dân số | 601  | 612  | 587  | 527  | 516  | 560  |
| From the year 1962 on: No double counting—residents of multiple communes (e.g. students and military personnel) are counted only once. |      |      |      |      |      |      |